# Benzen
Benzen, popř. benzol (příp. pod značkou „⌬“ či „⏣“), je organická sloučenina (uhlovodík patřící mezi areny) se sladkým zápachem. Při pokojové teplotě je to bezbarvá, hořlavá a toxická kapalina známá pro své karcinogenní účinky. Benzen má menší hustotu než voda a ve vodě je jen málo rozpustný. Hořením se uvolňují saze. Uhlovodíkový zbytek (funkční skupina) vytvořený od benzenu se nazývá fenyl. V přírodě se benzen vyskytuje např. v ropě.

## Historie
Benzen objevil roku 1825 britský vědec Michael Faraday v ropě. V roce 1833 se povedlo německému chemikovi Eilhardu Mitscherlichovi připravit benzen destilací kyseliny benzoové a sloučeninu pojmenoval benzin. O dvanáct let později izoloval benzen z dehtu anglický chemik Charles Mansfield. Čtyři roky po svém objevu začal jako první na světě průmyslově vyrábět benzen svojí metodou.
Prvním, kdo znázornil benzenové jádro nákresem s kruhem odpovídajícím sdíleným elektronům, byl roku 1861 karlovarský rodák, chemik Johann Josef Loschmidt; není však prokázané, že znal podrobně zvláštní strukturu benzenu. Tu objevil až roku 1865 německý chemik Friedrich August Kekulé, potomek emigranta, který odešel z českých zemí po bitvě na Bílé hoře v roce 1620.

## Struktura molekuly benzenu

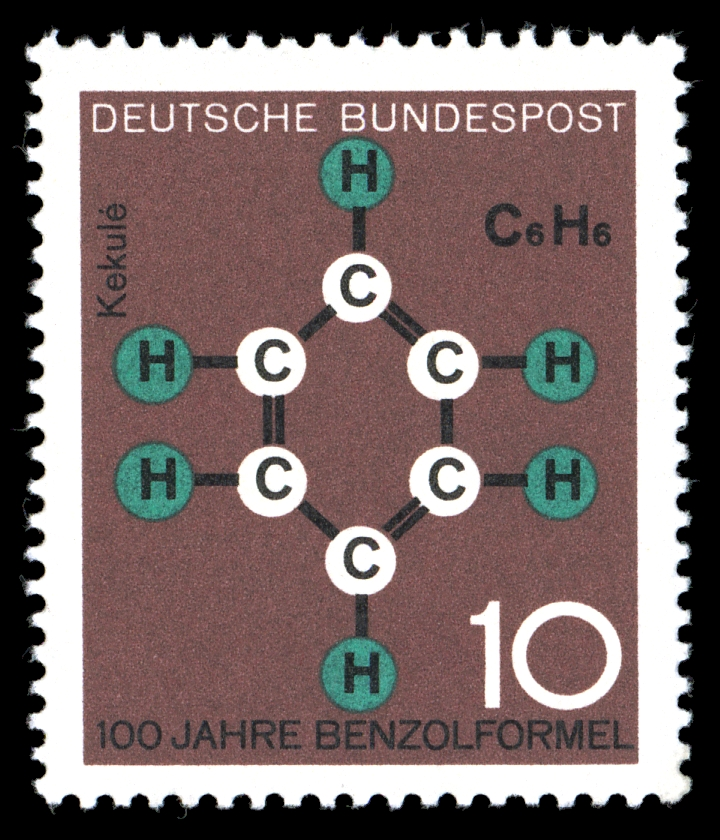
Molekula benzenu na německé poštovní známce

Molekula má tvar šestiúhelníku, v jehož vrcholech jsou atomy uhlíku; ke každému z nich se váže jeden atom vodíku. Protože atomy uhlíku jsou čtyřmocné, v nejjednodušším přiblížení lze vazby mezi nimi považovat střídavě za jednoduché a dvojné (tj. vazby konjugované). Vzdálenost mezi atomy uhlíku je obecně pro tyto vazby odlišná, avšak v benzenu její hodnota odpovídá přibližně průměru mezi délkou jednoduché a dvojné vazby. Ukazuje se, že elektrony v benzenu jsou delokalizované v celém jádru molekuly, což se často v strukturním vzorci označuje pomocí kruhu vepsaného do šestiúhelníku. Benzenové jádro je velmi stabilní a je součástí řady dalších sloučenin, například polyaromatických uhlovodíků, jako je naftalen.

## Příprava
- frakční destilací dehtu
- dekarboxylací kyseliny benzoové
C6H5COOH → C6H6 + CO2
- dehydrogenací cyklohexanu
C6H12 → C6H6 + 3H2
- hydrogenolýzou toluenu
C6H5CH3 + H2 → C6H6 + CH4
- trimerizací ethynu
3 CH≡CH → C6H6
- suchou destilací směsi benzoátu sodného a hydroxidu sodného

## Využití

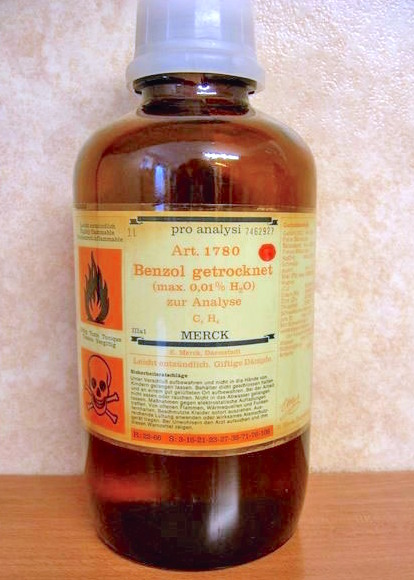
Bezvodý benzen pro analýzu

Benzen se používá v průmyslu jako důležité rozpouštědlo a jako výchozí látka mj. pro výrobu léčiv, kompaktních disků, plastů, syntetické pryže, barviv a výbušnin. V malém množství se přidává do benzínu pro zlepšení oktanového čísla. Využívá se i k výrobě kosmetických přípravků. Pomocí benzenu se připravují také další důležité chemikálie, především styren, který se používá na výrobu polystyrenu, fenol a cyklohexan používaný při zpracování nylonu.

## Zdroje v prostředí a zdravotní rizika
Podstatným zdrojem benzenu v prostředí jsou zplodiny z automobilové dopravy, ale i jeho vypařování z motorových paliv během manipulace, distribuce a skladování.
Vdechování malého množství benzenu může způsobit bolest hlavy, pocit únavy, zrychlení srdečního tepu, chvění a ztrátu vědomí. Velká koncentrace benzenu ve vzduchu může mít za následek i smrt. Benzen poškozuje kostní dřeň a způsobuje chudokrevnost. Benzen je IARC klasifikován jako karcinogen skupiny 1 (rakovinotvorný pro člověka), přičemž způsobuje zejména leukemii a rakovinu plic.

## Znečištění v Česku
V roce 2023 nebyl imisní limit pro průměrnou roční koncentraci benzenu (5 µg/m3) překročen na žádné z 35 stanic s platnými daty v Informačním systému kvality ovzduší (ISKO), který spravuje Český hydrometeorologický ústav. Nejvyšší roční průměr byl v roce 2023 naměřen na průmyslové stanici Ostrava-Přívoz (3,9 µg/m3) a celkově nejvíce zatížená je v České republice dlouhodobě oblast aglomerace Ostrava/Karviná/Frýdek-Místek.
Koncentrace benzenu jsou v České republice dlouhodobě velmi nízké a na naprosté většině lokalit nedosahuje roční průměr ani poloviny příslušného imisního limitu pro ochranu zdraví.
Lokální výjimku mohou vytvořit mimořádné události jako například vlaková nehoda u Hustopečí nad Bečvou na začátku roku 2025.

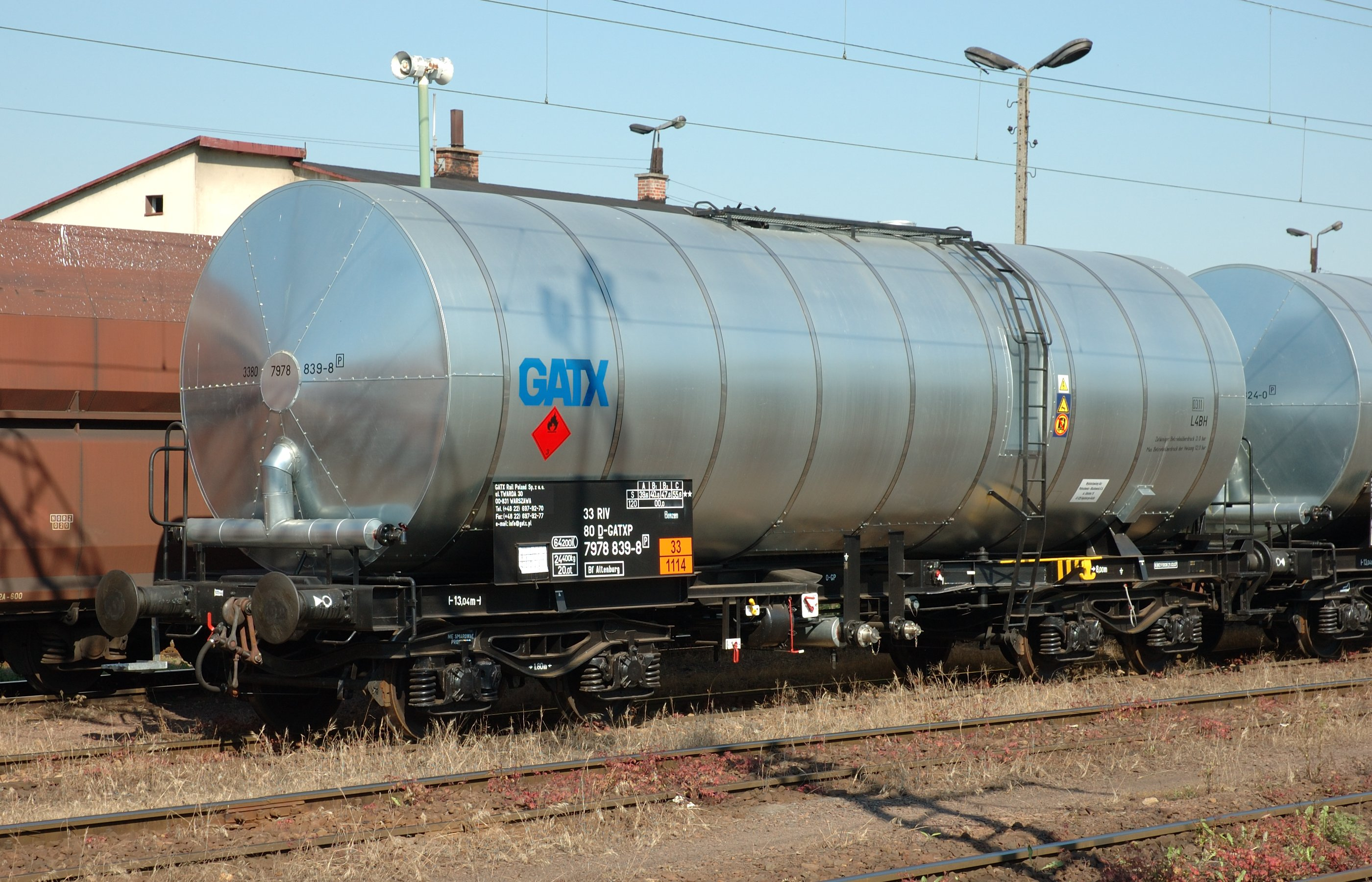
Železniční cisterna na přepravu benzenu

Benzen je lidský karcinogen. V potravinách nesmí být obsažen. Benzoan sodný v kombinací s askorbovou kyselinou (Vitamín C) se mění na benzen. Použití benzoanů jako konzervačních činidel u potravin je striktně omezeno.[zdroj?]